# 桂広太郎

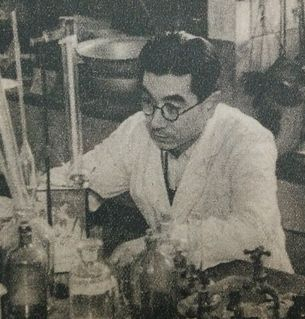
桂広太郎

桂 広太郎（廣太郎、かつら こうたろう / ひろたろう、1908年（明治41年）1月17日 - 2002年（平成14年）1月21日）は、日本の実業家、薬学者、華族。貴族院公爵議員、薬学博士。

## 経歴
東京市で桂与一（桂太郎長男）、てい（新田忠純二女）夫妻の長男として生まれる。祖父・桂太郎の死去に伴い1913年11月28日、公爵を襲爵。1938年1月16日、満30歳に達し貴族院公爵議員に就任。火曜会に所属して1947年5月2日の貴族院廃止まで在任した。
1931年、東京帝国大学医学部薬学科を卒業。同年、同薬学科副手となる。その後、国民体力審議会委員、内閣委員、厚生省委員、国土計画審議会委員などを務めた。
1948年、桂化学研究所を設立し社長に就任。1951年、桂化学株式会社を設立。同社長、相談役を歴任。また、拓殖大学顧問も務めた。

## 栄典
- 1930年（昭和5年）2月15日 - 正五位[7]

## 親族
- 妻 桂富美子（白根松介長女）[1]
  - 長女：桂茂都子（島田宗彦夫人、1939年4月2日生[1]）
  - 長男：桂繁太郎(公爵継嗣、1941/11/1生[1])
    - 孫：桂美香子(1970年2月26日生[1])
    - 孫：桂伸太郎(1974/4/19生[1])

  - 二男：桂栄二郎(1944年4月30日生[1])